# Magyarország az 1985-ös úszó-Európa-bajnokságon
Magyarország a Szófiában és Oslóban megrendezett 1985-ös úszó-Európa-bajnokság egyik részt vevő nemzete volt.

## Versenyzők száma
| Sportág, szakág | Magyar résztvevő | Magyar résztvevő | Magyar résztvevő |
| Sportág, szakág | Férfi            | Nő               | Össz.            |
| Úszás           | 5                | 4                | 9                |
| Műugrás         | 1                | 2                | 3                |
| Vízilabda       | 15               | 15               | 30               |
| Összesen        | 21               | 21               | 42               |

## Érmesek
| Érem  | Versenyző | Versenyszám | Versenyszám        | Dátum         |
| ----- | --- | ----------- | ------------------ | ------------- |
| Arany | Darnyi Tamás | úszás       | Férfi 400 m vegyes | augusztus 7.  |
| Arany | Darnyi Tamás | úszás       | Férfi 200 m vegyes | augusztus 11. |
| Ezüst | Dancsa Katalin Dénes Andrea Eke Andrea Ernst Ágnes Gallov Gabriella Huff Zsuzsanna Justin Viktória Kertész Zsuzsa Kókai Ildikó Miklósfalvi Éva Orbán Gabriella Rafael Irén Schäffer Zsuzsa Sedlmayer Ildikó Várkonyi Gabriella | vízilabda   | Női vízilabda      | augusztus 18. |

## Úszás
Férfi
| Versenyző       | Versenyszám  | Előfutam | Előfutam | Előfutam | Döntő        | Döntő        |
| Versenyző       | Versenyszám  | Idő      | Hely.    | Össz.    | Idő          | Helyezés     |
| --------------- | ------------ | -------- | -------- | -------- | ------------ | ------------ |
| Szilágyi Zoltán | 400 m gyors  | 3:56,25  | 2.       | 4.       | 3:57,46      | 5.           |
| Szilágyi Zoltán | 1500 m gyors | 15:54,06 |          | 13.      | kiesett      | kiesett      |
| Koczka Lajos    | 400 m gyors  | 4:07,44  |          | 17.      | kiesett      | kiesett      |
| Koczka Lajos    | 1500 m gyors | 15:47,69 |          |          | 15:44,02     | 6.           |
| Darnyi Tamás    | 200 m hát    | 2:05,51  | ?        | ?        | 2:02,99      | 4.           |
| Darnyi Tamás    | 200 m vegyes | 2:05,50  |          |          | 2:03,23      |              |
| Darnyi Tamás    | 400 m vegyes | 4:26,67  | 1.       | 1.       | 4:20,70      |              |
| Szabó Péter     | 100 m mell   | 1:06,96  |          | 23.      | kiesett      | kiesett      |
| Szabó Péter     | 200 m gyors  | 2:21,41  |          |          | 2:23,56      | 10.          |
| Vermes Albán    | 100 m mell   | 1:07,36  |          | 25.      | kiesett      | kiesett      |
| Vermes Albán    | 200 m gyors  | 2:23,37  |          | 17.      | visszalépett | visszalépett |

Női
| Versenyző      | Versenyszám    | Előfutam | Előfutam | Előfutam | Döntő   | Döntő    |
| Versenyző      | Versenyszám    | Idő      | Hely.    | Össz.    | Idő     | Helyezés |
| -------------- | -------------- | -------- | -------- | -------- | ------- | -------- |
| Ormos Edit     | 100 m gyors    | 58,49    |          | 15.      | 58,39   | 16.      |
| Ormos Edit     | 100 m pillangó | 1:03,52  |          |          | 1:03,89 | 15.      |
| Ormos Edit     | 200 m pillangó | 2:20,43  |          | 21.      | kiesett | kiesett  |
| Orosz Andrea   | 200 m gyors    | 2:02,58  |          |          | 2:03,07 | 4.       |
| Orosz Andrea   | 400 m gyors    | 4:18,42  |          |          | 4:15,10 | 4.       |
| Orosz Andrea   | 800 m gyors    | 8:53,03  |          | 9.       | kiesett | kiesett  |
| Gyúró Mónika   | 400 m gyors    | 4:19,48  |          |          | 4:15,10 | 5.       |
| Gyúró Mónika   | 800 m gyors    | 8:49,45  |          | 5.       | 8:46,54 | 5.       |
| Gyúró Mónika   | 200 m hát      | 2:21,30  |          |          | 2:19,23 | 10.      |
| Gyúró Mónika   | 400 m vegyes   | 4:54,55  |          |          | 4:55,23 | 8.       |
| Virágh Katalin | 100 m hát      | 1:05,62  |          |          | 1:05,61 | 13.      |
| Virágh Katalin | 200 m hát      | 2:24,32  |          | 20.      | kiesett | kiesett  |

## Műugrás
Férfi
| Versenyző     | Versenyszám      | Selejtező | Selejtező | Döntő   | Döntő    |
| Versenyző     | Versenyszám      | Pont      | Helyezés  | Pont    | Helyezés |
| ------------- | ---------------- | --------- | --------- | ------- | -------- |
| Némedi Károly | 3 m műugrás      | 502,53    | 16.       | kiesett | kiesett  |
| Némedi Károly | 10 m toronyugrás |           |           | 463,17  | 10.      |

Női
| Versenyző      | Versenyszám      | Selejtező | Selejtező | Döntő   | Döntő    |
| Versenyző      | Versenyszám      | Pont      | Helyezés  | Pont    | Helyezés |
| -------------- | ---------------- | --------- | --------- | ------- | -------- |
| Gerlach Ágnes  | 3 m műugrás      |           | 8.        | 430,68  | 7.       |
| Kelemen Ildikó | 3 m műugrás      | 192,60    | 21.       | kiesett | kiesett  |
| Kelemen Ildikó | 10 m toronyugrás | 339,57    | 5.        | 339,93  | 6.       |

## Vízilabda

### Férfi
A magyar férfi vízilabda-válogatott kerete:
| Magyar nemzeti férfi vízilabdacsapat-játékoskeret | Magyar nemzeti férfi vízilabdacsapat-játékoskeret | Magyar nemzeti férfi vízilabdacsapat-játékoskeret | Magyar nemzeti férfi vízilabdacsapat-játékoskeret | Magyar nemzeti férfi vízilabdacsapat-játékoskeret | Magyar nemzeti férfi vízilabdacsapat-játékoskeret |
| #                                                 | Név                                               | Poszt                                             | Kor (1985. augusztus 4. szerint)                  | klub                                              |                                                   |
| ------------------------------------------------- | ------------------------------------------------- | ------------------------------------------------- | ------------------------------------------------- | ------------------------------------------------- | ------------------------------------------------- |
|                                                   | Ambrus Tamás                                      | K                                                 | 1964. június 27. (21 évesen)                      | Ferencváros                                       |                                                   |
|                                                   | Budavári Imre                                     | M                                                 | 1956. június 14. (29 évesen)                      | Vasas                                             |                                                   |
|                                                   | Csapó Gábor                                       | M                                                 | 1950. szeptember 20. (34 évesen)                  | Siracusa                                          |                                                   |
|                                                   | Faragó Tamás                                      | M                                                 | 1952. augusztus 5. (32 évesen)                    | SC Düsseldorf                                     |                                                   |
|                                                   | Gerendás György                                   | M                                                 | 1954. február 23. (31 évesen)                     | BVSC                                              |                                                   |
|                                                   | Horkai György                                     | M                                                 | 1954. július 1. (31 évesen)                       | Bologna                                           |                                                   |
|                                                   | Keszthelyi Tibor                                  | M                                                 | 1960. január 19. (25 évesen)                      | Tungsram SC                                       |                                                   |
|                                                   | Kis István                                        | M                                                 | 1958. július 25. (27 évesen)                      | Újpesti Dózsa                                     |                                                   |
|                                                   | Kuna Péter                                        | K                                                 | 1965. július 27. (20 évesen)                      | Tungsram SC                                       |                                                   |
|                                                   | Kuncz László                                      | M                                                 | 1957. július 29. (28 évesen)                      | Vasas                                             |                                                   |
|                                                   | Nemes Gábor                                       | M                                                 | 1964. november 30. (20 évesen)                    | Vasas                                             |                                                   |
|                                                   | Schmiedt Gábor                                    | M                                                 | 1962. január 25. (23 évesen)                      | Bp. Honvéd                                        |                                                   |
|                                                   | Somossy József                                    | M                                                 | 1956. január 2. (29 évesen)                       | Bp. Honvéd                                        |                                                   |
|                                                   | Sudár Attila                                      | M                                                 | 1954. április 11. (31 évesen)                     | CN Posillipo                                      |                                                   |
|                                                   | Udvardi István                                    | M                                                 | 1960. február 27. (25 évesen)                     | Ferencváros                                       |                                                   |
| Szövetségi kapitány: Rusorán Péter                |                                                   |                                                   |                                                   |                                                   |                                                   |

| Helyezés | Csapat        | M | Gy | D | V | G+ | G– | Gk  | P  |
| -------- | ------------- | - | -- | - | - | -- | -- | --- | -- |
| Arany    | Szovjetunió   | 7 | 5  | 2 | 0 | 66 | 47 | +19 | 12 |
| Ezüst    | Jugoszlávia   | 7 | 5  | 1 | 1 | 58 | 44 | +14 | 11 |
| Bronz    | NSZK          | 7 | 4  | 1 | 2 | 60 | 50 | +10 | 9  |
| 4.       | Olaszország   | 7 | 4  | 0 | 3 | 63 | 57 | +6  | 8  |
| 5.       | Magyarország  | 7 | 4  | 0 | 3 | 56 | 50 | +6  | 8  |
| 6.       | Spanyolország | 7 | 2  | 1 | 4 | 50 | 62 | –12 | 5  |
| 7.       | Hollandia     | 7 | 1  | 0 | 6 | 52 | 66 | –14 | 2  |
| 8.       | Görögország   | 7 | 0  | 1 | 6 | 50 | 79 | –29 | 1  |

| 1985. augusztus 4. | Magyarország                           | 7–4 | Jugoszlávia         | Játékvezetők: Cantasz (görög), Asencio (spanyol) |
| 1985. augusztus 4. | (3–0, 1–2, 1–1, 2–1)                   |     |                     | Játékvezetők: Cantasz (görög), Asencio (spanyol) |
| 1985. augusztus 4. | Somossy 3 Gerendás 2 Csapó, Faragó 1-1 |     | Milanovic 3 Djuho 1 | Játékvezetők: Cantasz (görög), Asencio (spanyol) |

| 1985. augusztus 5. | NSZK                               | 8–6 | Magyarország                              | Játékvezetők: Petrasovics (csehszlovák), Klisovic (jugoszláv) |
| 1985. augusztus 5. | (3–3, 1–1, 2–1, 2–1)               |     |                                           | Játékvezetők: Petrasovics (csehszlovák), Klisovic (jugoszláv) |
| 1985. augusztus 5. | Stamm 5 Fernandez, Otto, Loebb 1-1 |     | Gerendás, Faragó 2-2 Horkai, Budavári 1-1 | Játékvezetők: Petrasovics (csehszlovák), Klisovic (jugoszláv) |

| 1985. augusztus 6. | Magyarország                            | 8–6 | Görögország                                                 | Játékvezetők: Asencio (spanyol), Dani (olasz) |
| 1985. augusztus 6. | (1–1, 3–2, 3–1, 1–2)                    |     |                                                             | Játékvezetők: Asencio (spanyol), Dani (olasz) |
| 1985. augusztus 6. | Horkay 3 Somossy, Budavári 2-2 Faragó 1 |     | Aronisz 2 Amenikasz, Szitareniusz, Paterosz, Janopulosz 1-1 | Játékvezetők: Asencio (spanyol), Dani (olasz) |

| 1985. augusztus 7. | Magyarország                                         | 10–8 | Spanyolország                                | Játékvezetők: Petrasovics (csehszlovák), Lalov (bolgár) |
| 1985. augusztus 7. | (2–3, 2–3, 2–0, 3–2)                                 |      |                                              | Játékvezetők: Petrasovics (csehszlovák), Lalov (bolgár) |
| 1985. augusztus 7. | Gerendás, Horkai, Csapó, Faragó 2-2 Somossy, Kis 1-1 |      | Estiarte 3 Rodeot 2 Canal, Sans, Darmona 1-1 | Játékvezetők: Petrasovics (csehszlovák), Lalov (bolgár) |

| 1985. augusztus 9. | Olaszország                                                | 8–7 | Magyarország                      | Játékvezetők: Cantasz (görög), Klisovic (jugoszláv) |
| 1985. augusztus 9. | (1–2, 2–1, 2–2, 3–2)                                       |     |                                   | Játékvezetők: Cantasz (görög), Klisovic (jugoszláv) |
| 1985. augusztus 9. | Ferretti 3 Misaggi 2 Campagna, Postiglione, Tempestini 1-1 |     | Somossy 3 Horkai 2 Kuncz, Kis 1-1 | Játékvezetők: Cantasz (görög), Klisovic (jugoszláv) |

| 1985. augusztus 10. | Szovjetunió                                                               | 10–8 | Magyarország                                       | Játékvezetők: Asencio (spanyol), van Zendersen (holland) |
| 1985. augusztus 10. | (2–0, 1–3, 2–2, 5–3)                                                      |      |                                                    | Játékvezetők: Asencio (spanyol), van Zendersen (holland) |
| 1985. augusztus 10. | Naumov, Berengyuga, Kotenko 2-2 Mengyigaljev, Grisin, Ivanov, Markocs 1-1 |      | Gerendás, Horkai, Somossy 2-2 Faragó, Budavári 1-1 | Játékvezetők: Asencio (spanyol), van Zendersen (holland) |

| 1985. augusztus 11. | Magyarország                                         | 10–6 | Hollandia                                           | Játékvezetők: Trocki (szovjet), Papazian (francia) |
| 1985. augusztus 11. | (2–2, 3–2, 3–0, 2–2)                                 |      |                                                     | Játékvezetők: Trocki (szovjet), Papazian (francia) |
| 1985. augusztus 11. | Somossy 4 Gerendás 2 Udvardi, Sudár, Faragó, Kis 1-1 |      | van Zeeland, Noordegraaf 2-2 Hernsen, Pielstrom 1-1 | Játékvezetők: Trocki (szovjet), Papazian (francia) |

| Csapat       | Helyezés |
| ------------ | -------- |
| Magyarország | 5.       |

### Női
A magyar női vízilabda-válogatott kerete:
| Magyar nemzeti női vízilabdacsapat-játékoskeret | Magyar nemzeti női vízilabdacsapat-játékoskeret | Magyar nemzeti női vízilabdacsapat-játékoskeret | Magyar nemzeti női vízilabdacsapat-játékoskeret | Magyar nemzeti női vízilabdacsapat-játékoskeret | Magyar nemzeti női vízilabdacsapat-játékoskeret |
| #                                               | Név                                             | Poszt                                           | Kor (1985. augusztus 12. szerint)               | klub                                            |                                                 |
| ----------------------------------------------- | ----------------------------------------------- | ----------------------------------------------- | ----------------------------------------------- | ----------------------------------------------- | ----------------------------------------------- |
|                                                 | Dancsa Katalin                                  | M                                               | 1963. december 20. (21 évesen)                  | Vasas                                           |                                                 |
|                                                 | Dénes Andrea                                    | M                                               | 1967. 0. (18 évesen)                            | BVSC                                            |                                                 |
|                                                 | Eke Andrea                                      | M                                               | 1968. március 19. (17 évesen)                   | Szentes                                         |                                                 |
|                                                 | Ernst Ágnes                                     | M                                               | 1957. október 20. (27 évesen)                   | Bp. Honvéd                                      |                                                 |
|                                                 | Gallov Gabriella                                | M                                               | 1963. 0. (22 évesen)                            | Vasas                                           |                                                 |
|                                                 | Huff Zsuzsanna                                  | K                                               | 1964. május 25. (21 évesen)                     | Szentes                                         |                                                 |
|                                                 | Justin Viktória                                 | M                                               | 1959. május 19. (26 évesen)                     | Szentes                                         |                                                 |
|                                                 | Kertész Zsuzsa                                  | M                                               | 1965. december 28. (19 évesen)                  | BVSC                                            |                                                 |
|                                                 | Kókai Ildikó                                    | M                                               | 1963. december 17. (21 évesen)                  | BVSC                                            |                                                 |
|                                                 | Miklósfalvi Éva                                 | M                                               | 1959. december 10. (25 évesen)                  | BVSC                                            |                                                 |
|                                                 | Orbán Gabriella                                 | K                                               |                                                 | Vasas                                           |                                                 |
|                                                 | Rafael Irén                                     | M                                               | 1966. október 11. (18 évesen)                   | Bp. Honvéd                                      |                                                 |
|                                                 | Schäffer Zsuzsa                                 | M                                               | 1961. május 21. (24 évesen)                     | Vasas                                           |                                                 |
|                                                 | Sedlmayer Ildikó                                | M                                               |                                                 | Vasas                                           |                                                 |
|                                                 | Várkonyi Gabriella                              | M                                               | 1963. május 22. (22 évesen)                     | Vasas                                           |                                                 |
| Szövetségi kapitány: Konrád János               |                                                 |                                                 |                                                 |                                                 |                                                 |

| Helyezés | Csapat         | M | Gy | D | V | G+  | G–  | Gk   | P  |
| -------- | -------------- | - | -- | - | - | --- | --- | ---- | -- |
| Arany    | Hollandia      | 7 | 7  | 0 | 0 | 175 | 14  | +161 | 14 |
| Ezüst    | Magyarország   | 7 | 6  | 0 | 1 | 93  | 43  | +50  | 12 |
| Bronz    | NSZK           | 7 | 4  | 1 | 2 | 83  | 67  | +16  | 9  |
| 4.       | Norvégia       | 7 | 4  | 0 | 3 | 63  | 66  | –3   | 8  |
| 5.       | Belgium        | 7 | 3  | 1 | 3 | 58  | 59  | –1   | 7  |
| 6.       | Nagy-Britannia | 7 | 2  | 0 | 5 | 36  | 90  | –54  | 4  |
| 7.       | Franciaország  | 7 | 1  | 0 | 6 | 29  | 101 | –72  | 2  |
| 8.       | Svédország     | 7 | 0  | 0 | 7 | 30  | 127 | –97  | 0  |

| 1985. augusztus 12. | Magyarország                                                                 | 18–5 | Nagy-Britannia                | Játékvezetők: Ivolaak (holland), Indrelid (norvég) |
| 1985. augusztus 12. | (5–2, 5–1, 4–3, 4–0)                                                         |      |                               | Játékvezetők: Ivolaak (holland), Indrelid (norvég) |
| 1985. augusztus 12. | Kertész 5 Dancsa, Eke 3-3 Ernst, Kókai 2-2 Schäffer, Miklósfalvi, Rafael 1-1 |      | Crackwell 2 Jones, Hilder 1-1 | Játékvezetők: Ivolaak (holland), Indrelid (norvég) |

| 1985. augusztus 13. | Magyarország                                          | 18–1 | Franciaország | Játékvezetők: Hammarström (svéd), Crombacs (belga) |
| 1985. augusztus 13. | (2–0, 6–0, 6–0, 4–1)                                  |      |               | Játékvezetők: Hammarström (svéd), Crombacs (belga) |
| 1985. augusztus 13. | Eke 5 Schäffer, Ernst 4-4 Dancsa, Kókai 2-2 Kertész 1 |      | Raspotnik 1   | Játékvezetők: Hammarström (svéd), Crombacs (belga) |

| 1985. augusztus 14. | Magyarország                                          | 10–5 | Belgium            | Játékvezetők: Thebaut (francia), Hammarström (svéd) |
| 1985. augusztus 14. | (2–1, 2–0, 2–2, 4–2)                                  |      |                    | Játékvezetők: Thebaut (francia), Hammarström (svéd) |
| 1985. augusztus 14. | Kertész 3 Dancsa, Rafael 2-2 Eke, Kókai, Schäffer 1-1 |      | Verdaven 3 Praet 2 | Játékvezetők: Thebaut (francia), Hammarström (svéd) |

| 1985. augusztus 15. | Magyarország                                                 | 12–5 | Norvégia                      | Játékvezetők: Ranz (NSZK), van den Laak (holland) |
| 1985. augusztus 15. | (2–0, 4–1, 3–2, 3–2)                                         |      |                               | Játékvezetők: Ranz (NSZK), van den Laak (holland) |
| 1985. augusztus 15. | Rafael 3 Ernst, Kókai, Dancsa 2-2 Kertész, Eke, Schäffer 1-1 |      | Grottum 3 Hagström, Olsen 1-1 | Játékvezetők: Ranz (NSZK), van den Laak (holland) |

| 1985. augusztus 16. | Magyarország                                                                     | 19–1 | Svédország | Játékvezetők: Crombacs (belga), Ranz (NSZK) |
| 1985. augusztus 16. | (2–0, 7–0, 4–0, 6–1)                                                             |      |            | Játékvezetők: Crombacs (belga), Ranz (NSZK) |
| 1985. augusztus 16. | Kertész 5 Schäffer 4 Eke 3 Várkonyi, Ernst 2-2 Sedlmayer, Dénes, Miklósfalvi 1-1 |      | Király 1   | Játékvezetők: Crombacs (belga), Ranz (NSZK) |

| 1985. augusztus 17. | Magyarország                                            | 12–7 | NSZK                            | Játékvezetők: van den Laak (holland), Decoyere (francia) |
| 1985. augusztus 17. | (1–1, 3–4, 3–0, 5–2)                                    |      |                                 | Játékvezetők: van den Laak (holland), Decoyere (francia) |
| 1985. augusztus 17. | Dancsa, Eke 3-3 Rafael, Kókai 2-2 Kertész, Schäffer 1-1 |      | Pilz 3 Borchert, Florschütz 2-2 | Játékvezetők: van den Laak (holland), Decoyere (francia) |

| 1985. augusztus 18. | Hollandia                                                                            | 19–4 | Magyarország                       | Játékvezetők: Indrelid (norvég), Ludecke (NSZK) |
| 1985. augusztus 18. | (5–1, 4–1, 2–2, 8–0)                                                                 |      |                                    | Játékvezetők: Indrelid (norvég), Ludecke (NSZK) |
| 1985. augusztus 18. | van de Heuvel 7 van de Mark, Libregts 4-4 Ossendrijver, Lindhout, Hibbel, Verdam 1-1 |      | Eke, Schäffer, Rafael, Kertész 1-1 | Játékvezetők: Indrelid (norvég), Ludecke (NSZK) |

| Csapat       | Helyezés |
| ------------ | -------- |
| Magyarország |          |